# Rettungsmedaille (Nordrhein-Westfalen)

Die Rettungsmedaille des Landes Nordrhein-Westfalen (grafische Darstellung 2. Form)

Die Rettungsmedaille des Landes Nordrhein-Westfalen wurde 1951 durch den damaligen Ministerpräsidenten Karl Arnold per Gesetz als staatliche Auszeichnung gestiftet.

## Gesetzesinhalt

### Voraussetzungen
Die Rettungsmedaille ist eine staatliche Anerkennung für die Rettung bzw. versuchte Rettung eines Menschen aus Lebensgefahr oder für die Abwendung einer erheblichen Gefahr für die Allgemeinheit. Die Rettungsmedaille wird dabei vom Ministerpräsidenten im Namen der Landesregierung ausgesprochen. Dasselbe gilt auch im Falle einer öffentlichen Belobigung. Personen jedoch, denen der Schutz des Lebens aus dienstlichen oder beruflichen Gründen anvertraut wurde, erhalten die Rettungsmedaille nur dann, wenn sie bei der zugrunde liegenden Rettungstat ihre obliegende Pflicht erheblich überschritten haben.

### Rettungsmedaille
Die Rettungsmedaille wird nur an Personen verliehen, die unter Einsatz des eigenen Lebens die Rettungstat durchgeführt haben, wobei die Verleihung ausdrücklich auch postum erfolgen kann und zwar für den Fall, dass der Retter bei der Rettungstat tödlich verunglückt ist. Im Gegensatz zur Saarländische Rettungsmedaille kann die Rettungsmedaille von Nordrhein-Westfalen wiederholt an ein und dieselbe Personen verliehen werden, wobei ein Rechtsanspruch auf Verleihung aber nicht besteht.

### Öffentliche Belobigung
Die öffentliche Belobigung anstatt der Rettungsmedaille wird ausgesprochen, wenn der Retter ohne Einsatz des eigenen Lebens die Rettungstat ausgeführt hat oder der Rettungsversuch trotz Einsatz des eigenen Lebens nicht zum Erfolg geführt hat. Ansonsten gelten die gleichen Vorschriften wie bei der Verleihung der Rettungsmedaille. So kann z. B. die öffentliche Belobigung auch postum erfolgen.

### Verleihungsverfahren
Die Vorschläge, welche zur Verleihung der Rettungsmedaille führen können, werden in der Regel von den Bezirksregierungen unterbreitet, in deren Bereich der Retter seinen Wohnsitz hat bzw. in dessen Bereich die Rettungstat ausgeführt wurde, wenn der Retter seinen Wohnsitz außerhalb des Bundeslandes Nordrhein-Westfalen hat. Eine Prüfung von Amts wegen entfällt, wenn die Rettungstat bereits zwei Jahre zurückliegt. Die Verleihung der Rettungsmedaille wird im Ministerialblatt bekannt gemacht, die der öffentlichen Belobigung im Amtsblatt der zuständigen Bezirksregierung.

## Durchführungsverordnung
Die am 27. April 2004 erlassene Durchführungsverordnung regelt dann die weitere Verfahrensweise und vertieft die Verleihungskriterien. So werden die Tatbestandsvoraussetzungen hinsichtlich des Landes Nordrhein-Westfalen konkretisiert. So besteht ein Bezug zum Bundesland nur,
1. Wenn die Rettung einer Person im Land Nordrhein-Westfalen ohne Rücksicht auf Wohnsitz und Staatsangehörigkeit des Retters oder des Geretteten stattgefunden hat.
2. Rettung einer Person in einem anderen Bundesland der BRD, wenn der Retter oder der Gerettete seinen Wohnsitz im Land Nordrhein-Westfalen hat und in dem anderen Land die Rettung staatlich nicht anerkannt wird;
3. die Rettung einer Person im Ausland, wenn der Retter seinen Wohnsitz im Land Nordrhein-Westfalen hat und
4. Rettung einer Person, die ihren Wohnsitz im Nordrhein-Westfalen hat, im Ausland durch
a) einen Ausländer oder
b) den Bewohner eines anderen Landes der Bundesrepublik, wenn in diesem Land staatlich nicht anerkannt wird.[5]

### Ermittlung der Rettungstaten
Die Ermittlungen der Rettungstaten, die zur Verleihung der Medaille oder der öffentlichen Belobigung führen, sind von Amts wegen zu führen. So ist der Kreis oder die kreisfreie Stadt in der Pflicht zur Ermittlung, in dessen Gebiet der Retter oder Gerettete seinen Wohnsitz hat, wobei die Auslandsermittlung von der Bezirksverwaltung übernommen wird. Zur Klärung des Sachverhalts sind der Retter, der Gerettete und etwaige Zeugen vorher anzuhören, wenn die bisherigen Sachverhalte nicht zur Klärung ausreichend sind. Ob tatsächlich eine Lebensgefahr bei der Rettung bestanden hat, ist im Zweifel durch einen Sachverständigen zu klären. Im Falle einer Rettungstat im Bergbau ist das zuständige Bergamt vorher anzuhören. Die Ermittlungsergebnisse sind sodann dem Ministerpräsidenten auf dem Dienstweg zuzuleiten.

### Form, Beschaffenheit und Trageweise der Rettungsmedaille
Die Rettungsmedaille des Bundeslandes Nordrhein-Westfalen ist eine runde silberne Medaille mit einem Durchmesser von 33 mm. Sie zeigt auf ihrer Vorderseite das erhaben geprägte Staatswappen des Landes mit der Umschrift: Nordrhein-Westfalen. Die Rückseite zeigt mittig die vierzeilige Inschrift: Für / Rettung / aus / Gefahr. Die Rettungsmedaille selbst wird an einem orangefarbenen Band von 25 mm Breite getragen, das an seinen Rändern von einem schmalen weißen Streifen durchzogen ist. Es lehnt sich somit an das preußische Original von 1833 an. Getragen wird die Rettungsmedaille als Bandorden an der linken Brustseite oder als Bandspange.

### Aushändigung der Rettungsmedaille
Die Rettungsmedaille wird stets vom Ministerpräsidenten des Bundeslandes ausgehändigt, wobei die Verleihung jedoch vom Ministerpräsidenten übertragen werden kann. Die Überreichung der Urkunde über die öffentliche Belobigung erfolgt durch den zuständigen Regierungspräsidenten, sofern der Ministerpräsident keine andere Regelung trifft.